# Крайллінг
Крайллінг (нім. Krailling) — громада в Німеччині, розташована в землі Баварія. Підпорядковується адміністративному округу Верхня Баварія. Входить до складу району Штарнберг.
Площа — 16,00 км2. Населення становить 7912 ос. (станом на 31 грудня 2020).